# Cubo de Benavente
Cubo de Benavente – gmina w Hiszpanii, w prowincji Zamora, w Kastylii i León, o powierzchni 31,29 km². W 2011 roku gmina liczyła 131 mieszkańców.